# راکا، تبت
راکا، تبت (به لاتین: Raka) یک منطقهٔ مسکونی در جمهوری خلق چین است که در منطقه خودمختار تبت واقع شده‌است. راکا ۵٬۵۶۵ متر بالاتر از سطح دریا واقع شده‌است.